# Heinrich Lübke
Heinrich Lübke (Sundern, 14 ottobre 1894 – Bonn, 6 aprile 1972) è stato un politico tedesco, 2º Presidente della Repubblica Federale Tedesca dal 13 settembre 1959 al 30 giugno 1969, è stato il primo presidente federale cattolico eletto. È stato membro della CDU.
Lübke si dimise tre mesi prima della fine prevista del suo secondo mandato.
Morì nel 1972 e venne sepolto nel Dorffriedhof di Sundern.

## Biografia

### Famiglia e studi
Heinrich Lübke era il settimo di otto figli, proveniva da un ambiente molto modesto, essendo suo padre un calzolaio (successivamente agricoltore) del sud-est della Westfalia. Lübke aveva solo otto anni quando suo padre morì.
Dopo il suo Abitur (maturità), alla vigilia della prima guerra mondiale, Lubke stava per iniziare gli studi universitari in agronomia e geodesia presso l'Accademia di Agricoltura a Bonn.
Tuttavia, si offrì volontario per andare a combattere nell'agosto del 1914 e terminò la guerra come luogotenente dei quadri di riserva.
Riprese gli studi alla fine della guerra e sostenne l'esame di ingegneria agricola nel 1921. In seguito, si trasferì a Berlino per studiare economia fino al 1924,  diventando poi il leader delle cooperative agricole tedesche (Deutsche Bauernschaft). Nel 1929, sposò Wilhelmine Keuthen.
Quando vennero al potere, i nazisti volevano riformare il sistema cooperativo a loro vantaggio, respingendo Lübke, considerato inaffidabile a causa della sua appartenenza al Zentrum (Centro). Per fare questo, fu accusato nel 1934 di corruzione, processato e condannato a venti mesi di carcere. Rilasciato alla fine del 1935, senza lavoro, trovò un'attività nella cooperativa e successivamente in uno studio di architettura e ingegneria.
Dopo la guerra, egli stesso gestisce un gabinetto di questo tipo nella città di Höxter.

## Attività politica

### Sotto la Repubblica di Weimar
Membro del partito cattolico, il Zentrum, nel 1932 fu eletto deputato al Landtag di Prussia. Nel 1933, rieletto, cessò di esercitare le sue funzioni dopo l'arrivo al potere dei nazisti.

### Alto funzionario della Westfalia
Nel 1946 Lübke divenne membro del governo civile provvisorio creato dalle forze di occupazione britanniche in Westfalia e fu tra i membri del primo Landtag del Nord Reno-Westfalia, nominato dagli inglesi. Mantenne questo mandato nelle elezioni regionali dell'aprile 1947. Fu responsabile per l'agricoltura nei governi regionali guidati da Rudolf Amelunxen e Karl Arnold tra il 1947 e il 1952.

### Presidente federale
Lübke, ora membro del CDU, fu eletto membro del Bundestag, dopodiché fu nominato ministro federale per l'alimentazione e l'agricoltura nel governo Adenauer.
Designato dal CDU come il candidato nelle elezioni del presidente federale del 1º luglio 1959 vinse queste elezioni battendo al secondo turno Carlo Schmid, lo stratega del SPD. Sarà rieletto nel 1964.
Tecnico eccellente, ma carente di carisma, sembra essere stato scelto allo scopo da Konrad Adenauer, che non voleva vedere il presidente federale uscire dal suo stretto campo di competenza (essenzialmente limitato alle funzioni di rappresentanza) e interferire nella politica del governo. Dal punto di vista di Adenauer, questa scelta si rivelerà accurata e giudiziosa. 

#### Visite di stato

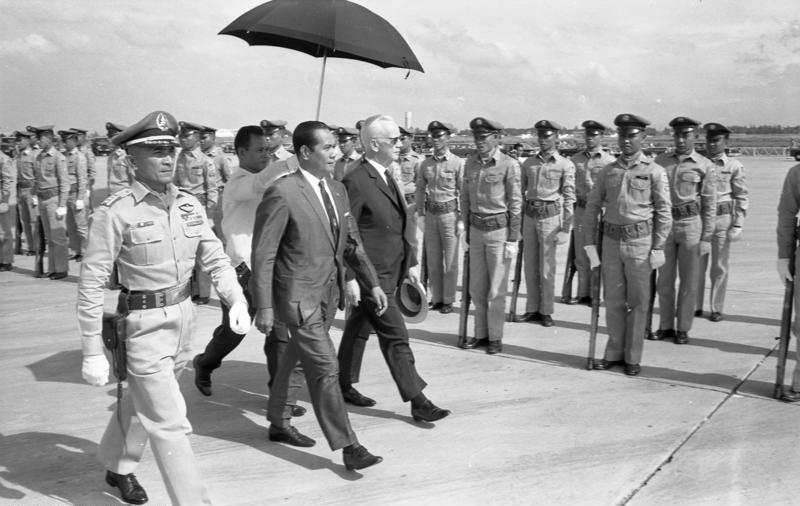
Heinrich Lübke alla visita di stato nelle Filippine, 1963

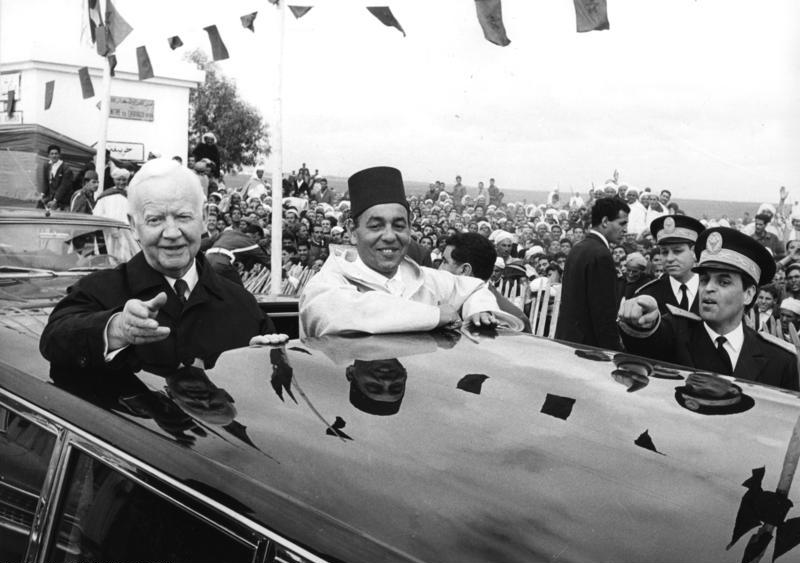
Heinrich Lübke in visita di stato in Marocco con Hassan II, 1966

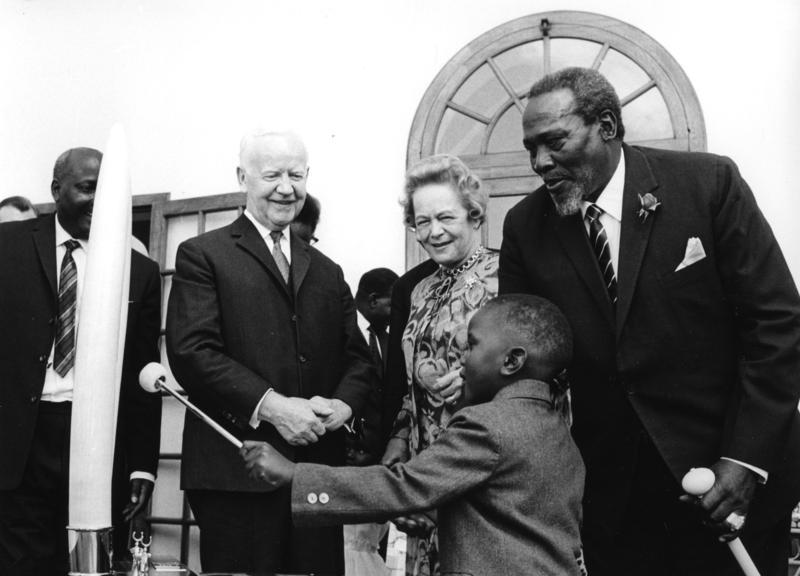
Lübke con il Presidente del Kenya Jomo Kenyatta e suo figlio Uhuru, 1966

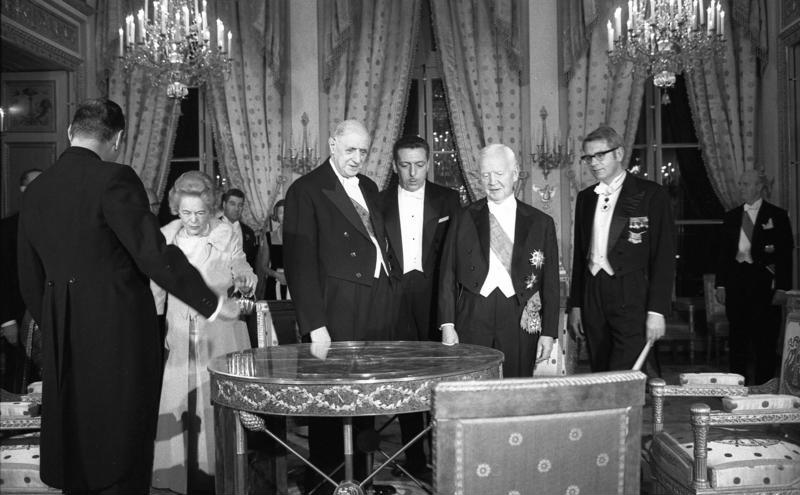
Heinrich Lübke e il presidente francese Charles de Gaulle all'inaugurazione dell'Ambasciata tedesca a Parigi, 1968

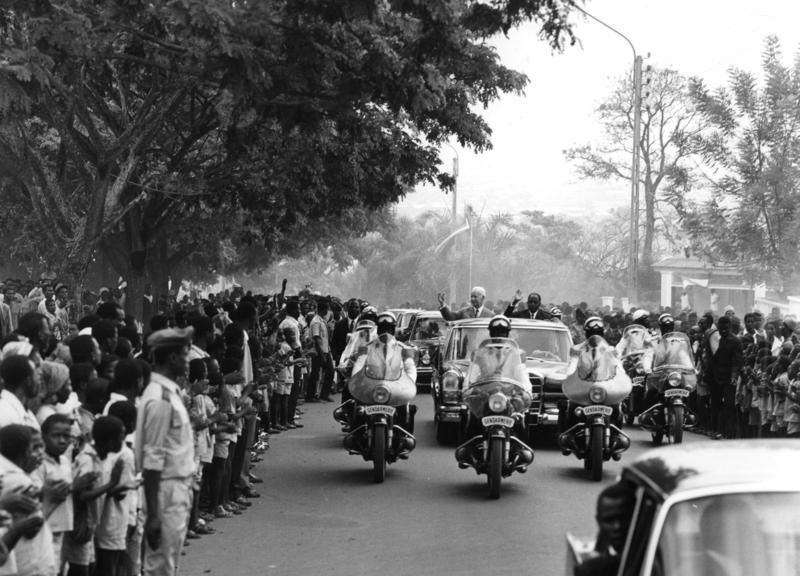
Heinrich Lübke alla visita di stato in Niger, 1969

| Anno | Data                     | Stati          |
| ---- | ------------------------ | -------------- |
| 1961 | 20–23 giugno             | Francia        |
|      | 5–7 luglio               | Svizzera       |
| 1962 | 11–15 gennaio            | Liberia        |
|      | 15–18 gennaio            | Guinea         |
|      | 18–21 gennaio            | Senegal        |
|      | 27–31 marzo              | Austria        |
|      | 15–21 novembre           | Pakistan       |
|      | 21–26 novembre           | Thailandia     |
|      | 26 novembre – 5 dicembre | India          |
| 1963 | 23–27 ottobre            | Iran           |
|      | 28 ottobre – 3 novembre  | Indonesia      |
|      | 6–18 novembre            | Giappone       |
|      | 18–23 novembre           | Filippine      |
| 1964 | 24–29 aprile             | Perù           |
|      | 29 aprile – 4 maggio     | Cile           |
|      | 4–7 maggio               | Argentina      |
|      | 7–14 maggio              | Brasile        |
|      | 20–26 ottobre            | Etiopia        |
| 1966 | 22–26 febbraio           | Madagascar     |
|      | 26–28 febbraio           | Kenya          |
|      | 28 febbraio – 4 marzo    | Camerun        |
|      | 4–8 marzo                | Togo           |
|      | 8–12 marzo               | Mali           |
|      | 12–16 marzo              | Marocco        |
|      | 22–28 novembre           | Messico        |
| 1967 | 2–6 marzo                | Corea del Sud  |
|      | 6–8 marzo                | Thailandia     |
|      | 8–11 marzo               | Malaysia       |
|      | 11–15 marzo              | Nepal          |
|      | 15–19 marzo              | Afghanistan    |
|      | 9–16 giugno              | Canada         |
| 1968 | 3–5 febbraio             | Francia        |
|      | 25–30 aprile             | Tunisia        |
| 1969 | 5–10 febbraio            | Costa d'Avorio |
|      | 10–14 febbraio           | Niger          |
|      | 14.–18. febbraio         | Ciad           |

#### Le dimissioni forzate
Come risultato di una campagna di denigrazione orchestrata dalla Germania Est, Lübke fu accusato di aver progettato piani per caserme per campi di concentramento sotto il regime nazista. Il caso divenne importante quando la rivista Stern rilevò l'accusa e l'agitazione studentesca del 1968 che la colse, specialmente durante l'occupazione dell'Università di Bonn.
Il presidente Lübke parlò in TV il 1º marzo 1968 dichiarando: "Sono innocente. Non sapevo che i piani che disegnai erano usati per costruire campi. Inoltre risale a 25 anni fa: come volete che ricordi tutti i dettagli?".
Ma annunciò nell'ottobre 1968 le sue dimissioni per il 30 giugno 1969, tre mesi prima della fine del suo secondo mandato. Fattori decisivi delle sue dimissioni furono anche i suoi crescenti problemi di salute.

### Ex Presidente e morte

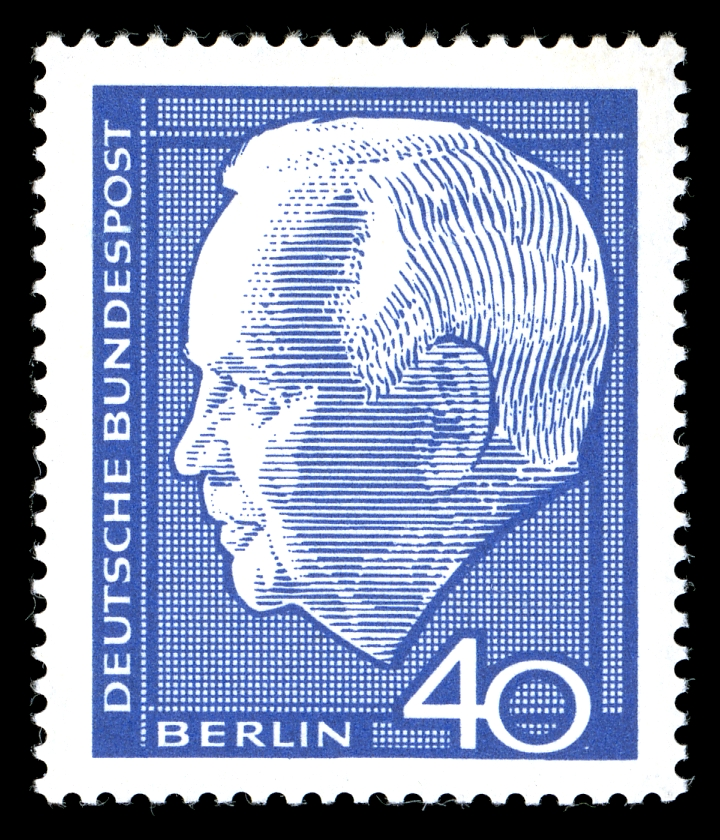
Francobollo con l'immagine di Lübke durante il suo mandato

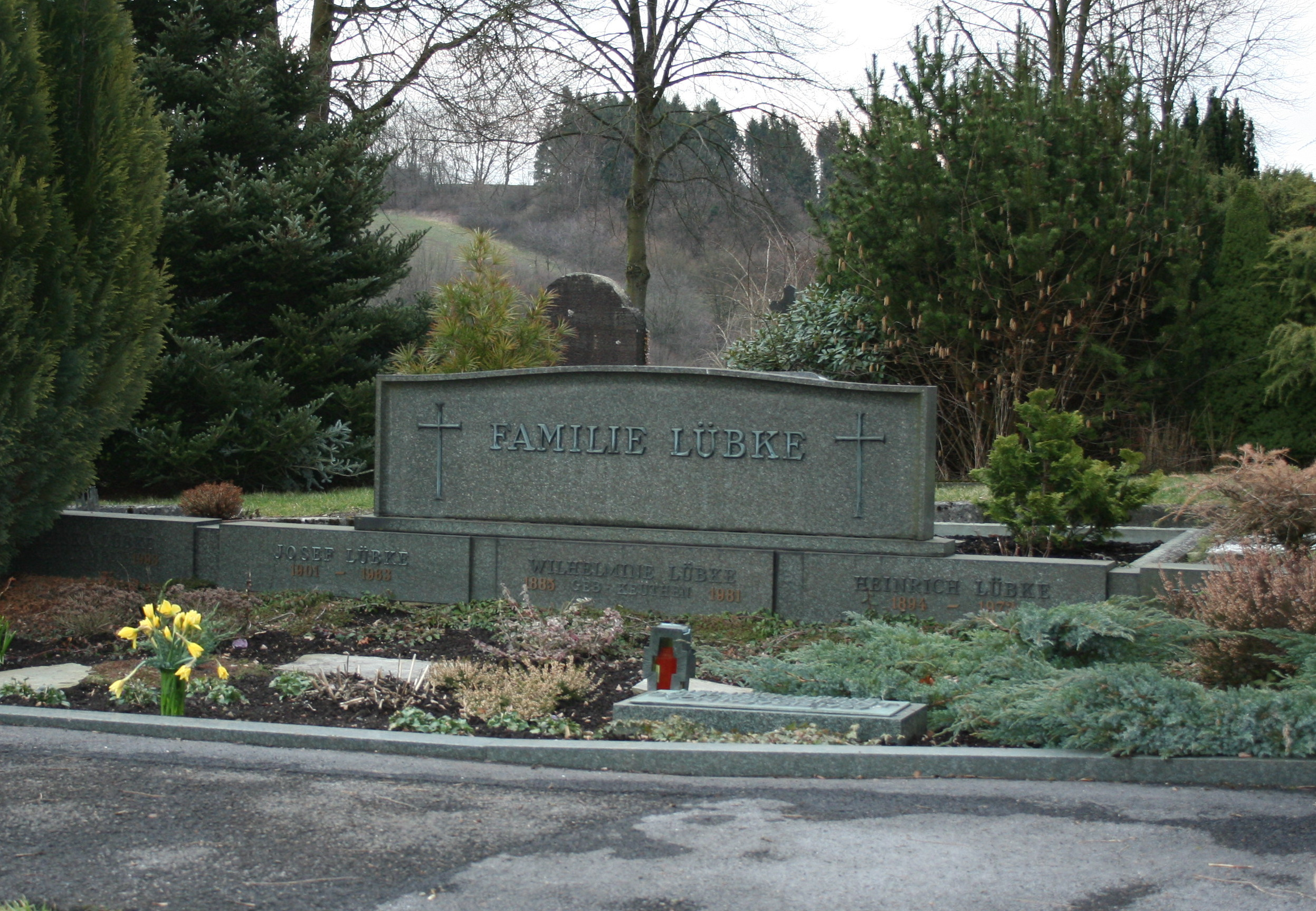
Tomba della famiglia Lübke

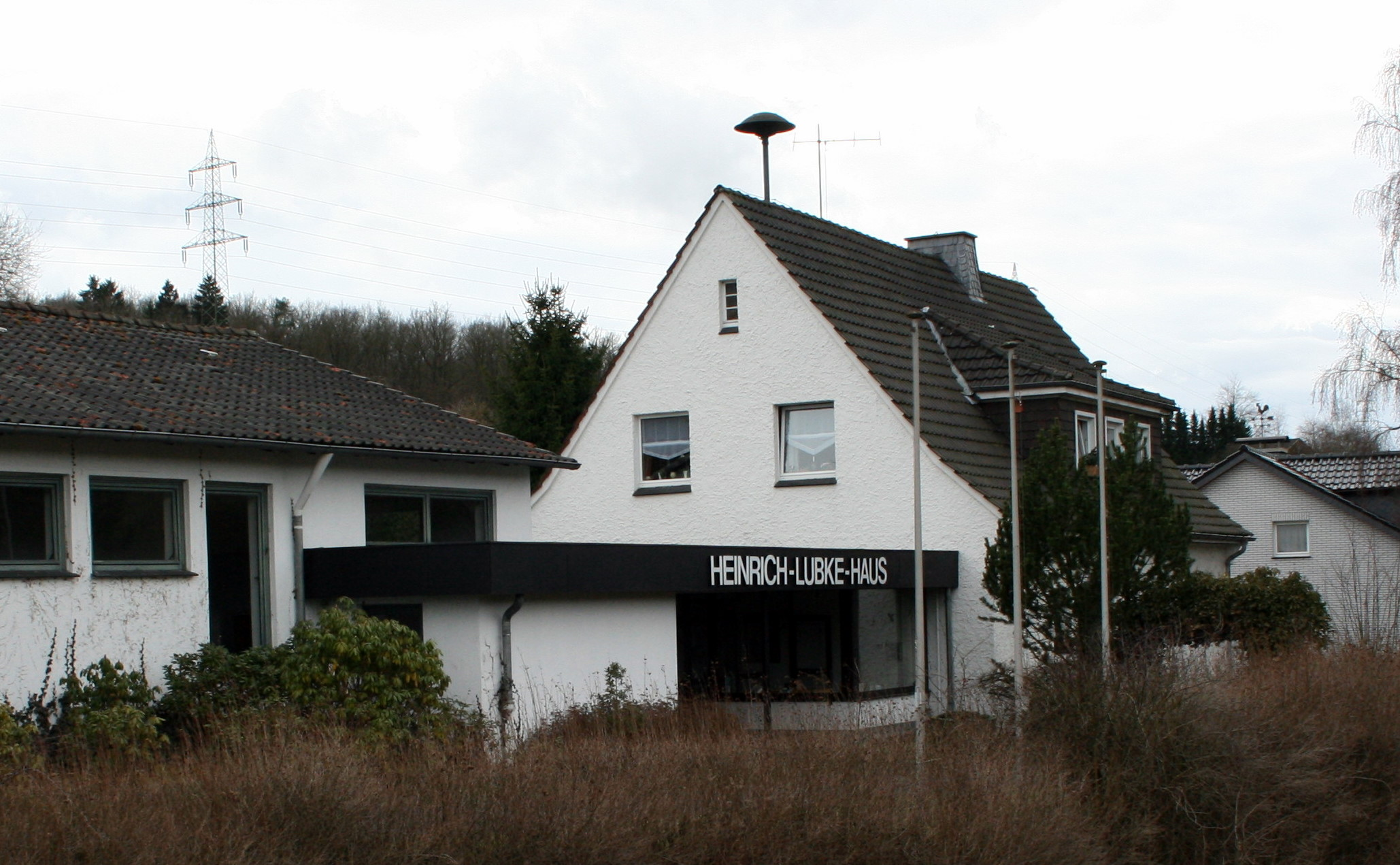
La Casa Heinrich Lübke

Il presidente federale Lubke rimase senza compiti o nuovi compiti di cui non poteva occuparsi per motivi di salute. La sua intenzione di vivere a Berlino di tanto in tanto non poteva essere realizzata e Lübke, che possedeva una biblioteca privata di circa 5.000 libri, non poteva seguire i suoi hobby scientifici: la Linguistica comparativa e la Microbiologia.
Il suo successore nell'ufficio del presidente federale sarà Gustav Heinemann, che tuttavia, si tenne in contatto con lui.
I viaggi a Tenerife nell'autunno del 1969 e il Natale del 1970 e del 1971 non portarono alcun miglioramento alle sue condizioni. La sclerosi cerebrale progressiva divenne sempre più evidente, portando a gravi disturbi del linguaggio e perdita temporanea della memoria. In retrospettiva, si è scoperto che questa malattia era iniziata diversi anni prima e ha spiegato molte promesse del presidente tedesco nei suoi ultimi anni al potere. Nel novembre 1971, l'ex presidente visitò la sua ultima casa natale, Enkhausen.
Il 30 marzo 1972 l'emorragia acuta dello stomaco che lo colpì richiedeva un intervento rapido da parte di Lübke. Si scoprì che soffriva di un cancro allo stomaco molto avanzato, le metastasi avevano già raggiunto il cervello. Dopo altre due emorragie, Heinrich Lübke morì il 6 aprile 1972 all'età di 77 anni a Bonn.
Al funerale di stato del 13 aprile 1972, i meriti di Lübkes furono apprezzati. Dopo un requiem nel Duomo di Colonia, il feretro di Lübke fu sepolto a Sundern-Enkhausen. La tomba di famiglia nel cimitero del villaggio di Enkhausen reca la scritta "Heinrich Lübke - Presidente federale dal 1959 al 1969". A Sundern-Enkhausen nel 1975 è stato istituito dalla città un museo, la Casa Heinrich Lübke.
Parte della sua tenuta è presentata da un nipote di Lübke sul castello della Mosella ad Arras. I visitatori possono, tra le altre cose, visitare foto, documenti e regali nella "Heinrich and Wilhelmine Lübke Memorial Hall".